# Paranotodelphys villosus
Paranotodelphys villosus is een eenoogkreeftjessoort uit de familie van de Notodelphyidae. De wetenschappelijke naam van de soort is voor het eerst geldig gepubliceerd in 1963 door Ooishi.